# Taps
Taps – miasto w Danii, w regionie Dania Południowa, w gminie Kolding.